# آندره تروسلیه
آندره تروسلیه (فرانسوی: André Trousselier‎; ۲۹ مهٔ ۱۸۸۷ – ۱۰ آوریل ۱۹۶۸) دوچرخه‌سوار اهل فرانسه بود.